# Catanauan
Catanauan est une municipalité de la province de Quezon, aux Philippines.